# Église Notre-Dame-de-l'Assomption de Coincy
L'église Notre-Dame-de-l'Assomption est une église située à Coincy, en France.

## Localisation
L'église est située sur la commune de Coincy, dans le département de l'Aisne.

## Historique
Le monument est classé au titre des monuments historiques en 1921.